# 2464 Норденшельд
2464 Норденшельд (2464 Nordenskiöld) — астероїд головного поясу, відкритий 19 січня 1939 року.
Тіссеранів параметр щодо Юпітера — 3,167.